# 对中国电信的争议
本条目列出有关中国电信电信运营商所相关的争议及轶闻事件。

## 月租費爭議
在中国大陆，中国电信每月都会向固定电话用户收取一定量的月租费，这引起了一部份民众的不满并要求取消。在2007年李国强建议取消中国电信的固定电话月租费，同时降低长话费。 此后，中国电信广东省公司对此作出了回应。回应中提到五大原因：

1. 打电话的时候或是不打的时候，电话的整个系统都在服务，都要运作，这里头就有一个成本，月租费很重要的一个原因就是补偿这一部分的成本费用。
2. 全世界绝大部分的国家和地区都有收取月租费的，最高的月租费高达11美金，但中国现在的月租费还不到2美金，全世界电话平均的月租费是在6美金，所以目前广东的电信月租费的收取只是保证企业正常运转的成本费用。
3. 如果不收，每户家庭的每个房间都装电话，但又不打电话，就会导致一些资源的浪费。
4. 目前，我国的电信法还没有出台，城市地方的电信服务、经营所得，还得补偿欠发达的地方。
5. 如果不要月租费，那会把那部分费用转移到电话费上，多打多付，这与鼓励用户多用电话相违背，不能公平对待用户。

## “互联星空”网站密码盗用事件
“互联星空”网站是中国电信旗下的网站。該网站设有北京中心站和各地方分站，提供付費或者免費的影視點播、在線遊戲以及網絡支付等服務。用戶在享受其付費服務或利用其支付功能進行網絡購物支付時需要提供寬帶賬號和密碼。在部分地区，中国电信向用户提供寬帶上网服务時未經用戶許可便開通了用戶能夠在互聯星空網站消費和支付的功能。但由于中国电信向用户提供的原始密码往往为“弱密码”——通常为简单的数字组合或用户座固定電話的号码，导致部分未修改密码的用户存在上网帐号被盗用于在互聯星空網站消费和支付的风险。而修改了密码的用户，也有可能被木马病毒远程盗取账号和密码。中国电信称其不会在用户不知情时收费，若订购产品，“将会在互连星空网站出现该产品的名称、收费模式、资费标准等信息，待用户选择‘确定’以后才开始计费”。
该功能推出不久后，已有全国各地的用户投诉，有用户称自己家中的寬帶上網费无故多出數十元甚至數百元，但中国电信表态说，这些费用依然得需要由用戶自行支付，这引起不少用户的不满。同时也有律师认为，中国电信单方面将用户的寬帶上網帳號等同於能夠在互联星空網站消費和支付的帳號的行爲属于无效的单方面行为。

## 限制多台电脑共享宽带上网的争议
中国电信部分地区的分公司会透过技术手段探测限制用户通过路由器共享上网。当用户使用路由器上网时，网络就会变得异常、不稳定及断流，甚至出现网页无法打开的现象。有部分地区会弹出提示，大意是私人用户不得采用共享技术下多机上网，要求用户停止共享方式上网。对此不满的用户举出宽带入网协议中“甲方不得将ADSL业务作为经营之用，不得将ADSL线路提供给甲方住宅以外的用户使用”，而未列出“禁止使用路由器”的条款进行反驳，认为中国电信是单方面违约。中国电信重庆分公司对此解释说：“家有两台电脑如果需要同时上网须报装两条ADSL账号，即要交两倍的宽带费用，不能擅自采取路由的方式。”这引发了部分宽带用户的不满。由于在中国大部分地区的有线宽带接入的最后一公里是由中国电信所掌控，所以大多数用户不得不接受中国电信的此种限制。不过，在中国电信限制宽带共享之后网上开始流传阻止探测共享宽带的方法，并出现了各种破解软件，下载次数已达数十万次。
对“非法”共享上网整治两个月后，重庆分公司于2007年5月推出了一项可选服务：要求用户每月交纳16元，以被允许多机共享上网。这被一些民众批评为“只许州官放火”。
2006年10月，广东省茂名市曾发生中国电信封杀多用户共享宽带上网的事件。当时公安机关称多户共享宽带上网违反了《计算机信息网络国际联网安全保护管理办法》和《计算机信息网络国际联网管理暂行规定》的相关规定。
2007年8月底，有中国电信乌鲁木齐分公司的用户向“搜狐”网反映，称其日前收到了该公司下发的关于禁止使用多电脑共享上网的通知。该公司要求用户拆除共享上网设备方能正常上网，至于封杀原因，该公司方面称是“严重危害互联网安全”。该公司在通知中称：“由于您所使用的宽带下挂了多台电脑共享上网，存在着严重的互联网安全隐患等问题，为保证网络质量稳定，维护合法用户的权益，我公司将暂停向您提供部分上网服务功能，由此给您带来的不便，敬请谅解。”在此期间，用户一直不能正常上网，中国电信告知用户唯一能正常上网的办法，必须“先拆除共享上网的相关设备后即可正常上网。”
有用户表示“中国电信乌鲁木齐分公司在与用户的合同中没有明确规定上网用户只能使用单台电脑上网的条款，而对于在用户使用网络过程中，却强行单方面添加此项规定，显然违反了用户的合法权益，属于霸王条款。”
在2012年中国电信上海分公司的相关套餐协议中出现“可支持家庭内最多4台电脑终端同时上网，共享基础套餐带宽”的条款。
实际操作中向中国电信上海分公司租借无线路由设备需一次性支付110元，并由中国电信的工作人员负责安装；若用户自备设备则需自行负责安装和日后的维修。

## 域名和网站劫持
在中国部分地区，互联星空会劫持用户访问网站的域名，或者向用户访问的页面中添加广告。
1. 用户输入了错误的网址时，会被劫持到中國電信旗下的“114”搜索引擎网站。

1. 有部分地区的中国电信分公司（如四川、广州等），会在上网高峰时段向用户访问的页面中、或在一些大型门户网站中插入广告。[10][11]

1. 有部分地区的中国电信用户每逢拨号上网，会弹出当地“互联星空”網站的欢迎页面。[12]

## “互联星空”网站“带毒”事件
2007年5月27日上午，中国电信河北分公司的宽带用户遇到了一场几乎无法避免的电脑病毒袭击：由于河北互联星空网站被黑客攻击并植入了木马，河北分公司的寬帶用户在登入该网站之後，安全防护较差的电脑就会感染病毒。河北分公司相关人士证实，由于中国电信互联星空河北网站，在27日上午至下午三点之间，均附带有木马病毒，导致部分河北分公司宽带用户的电脑“集体”中毒。部分中毒受影响的用户表示，互联星空“作为每次上网都要强制打开的页面”，服务器安全还做不到位，是中国电信忽视用户利益的表现。至今为止，中国电信河北分公司尚未就互联星空“带毒”事件向受影响用户作出任何解释。

## 强制安装“星空极速”软件
“星空极速”是中国电信自主研发的ADSL拨号上网软件，该软件在正常的ADSL拨号上网功能外，还附加了许多的“意外”功能：如强制不定时的彈窗廣告、會話劫持、網頁篡改；因此，该软件往往被中国大陆的网民们认为是恶意软件。有报道称，在部分地区，如甘肃，未安装星空极速软件的中国电信ADSL用户浏览网页时会被阻挡，同时弹窗提示用户“你没有使用星空极速拨号，请等待 30 秒再访问你要访问的网站”，意在要求用户必须安装“星空极速”软件。

## PUSH广告
中国电信ADSL的Push流氓广告业务是发生在用户前端的路由器上。劫持经过的HTTP数据包，随机性地强行插入中国电信广告代码的一种广告形式。这种广告技术手段隐蔽，观察浏览器中的网页源代码并不能发现有异常状况，需要使用网络抓包软件监控才能发现，即使被抓包出javascript代码，这些代码也是经过BASE64等方式编码的，并不能直接观察出广告来源。并且并不是每次访问网页都会出现，而是间断地随机性地在任何网页上，有网友表示一天上网8小时约受到10次PUSH广告。由于该广告的隐蔽性，目前暂无相关反广告软件能屏蔽该PUSH广告，但有部分用户通过投诉的方式申请撤销。

## 社区经理雇佣问题
由于早期线路建设以及维护装机服务，中国电信雇佣了大量员工进行，名为三代人员，并归并到其下属公司下管理。但由于中国大陆的劳动法的执行，将这一些维护线路以及装机的员工，进行转职，并要求其办理个人工商执照，转为工商个体户，以规避劳动法。2008年以前并未为这些劳动人群进行劳保，医保，社保（俗称三金）投保，而2008年后才对进行线路装机的员工，进行意外保险，但劳保，社保依然无进行投保。也有人认为这样的做法违背了劳动法，伤害了劳动者的积极性。

## 为垃圾短信发送提供便利
据2012年央视315晚会披露，中国电信位于上海、广东东莞、湖北随州、荆州等地的分公司使用数十万退市的PHS(小灵通)电话号码为垃圾短信发送商提供便利通道，甚至协助绕开垃圾短信过滤机制。中国电信随州分公司甚至自己也在发送垃圾短信。

## 宽带慢的问题
美国有线电视新闻网曾经援引过一个来自互联网运营公司Akamai的报告，中国和非洲、中亚、西亚、南亚的大部分国家一起，都是全球网速非常差的区域。而中国的网速只有857kps（在世界上倒数第二），排在第一的韩国的网速则为14.58Mbps，相差巨大。
这个事件引起了网友和专家的关注。但是从2011年11月开始，北京、上海、南京等地的电信运营商先后宣布大幅度提升居民的有线宽带速度，提升速度从8Mbps（简称8M，下同）到100M不等。如果家里有多台普通电脑，智能手机，平板电脑，以应付现时的应用，100M的速率基本足够。另外，如果使用中国电信宽带，访问使用中国电信网络接入的服务器，要比访问使用中国联通网络接入的服务器快，反之亦然。

## 骨干网络故障事件
2012年4月12日，据网友称，4月12日上午11点左右，中国电信骨干网络发生故障，直接导致部分国家和地区的海外用户无法正常访问国内网络服务，受影响的国家（地区）包括香港、日本、美国、韩国、荷兰、澳大利亚、新加坡，具体涉及到的国家和地区尚无准确报告。中国大陆用户因该事件也无法访问国外网站。
4月12日早晨开始国内有不少MSN用户相继报告出现无法登陆的异常，MSN官方并未给出说明，有人称因北京时间4月11日16时38分北苏门答腊西海岸发生的地震有关，还有的人称这是技术性问题，但中国电信官方未证实这个消息。至中午12点，海外用户访问中国大陆网络服务恢复正常，中国大陆用户访问国外网站也恢复正常。

## 宁夏分公司垄断事件
2012年12月下旬宁夏回族自治区工商行政管理局根据国家工商总局竞争执法局转办的消费者投诉材料，对中国电信宁夏分公司开展初查。宁夏回族自治区工商行政管理局于2013年6月26日对中国电信宁夏分公司立案调查。调查过程中，中国电信宁夏分公司承认固定互联网经营中强制搭售固定电话事实，表示要及时内部整改、消除影响，希望自治区工商局中止调查。1月23日中国电信宁夏分公司做出整改承诺，2015年5月14日，宁夏回族自治区工商行政管理局发布终止调查公告。

## 上海电信限制出口流量的问题
2015年2月之後，上海電信對於國際帶寬進行了一次調整，所有未開通「國際精品網」的普通用戶在訪問任何國外網站時，其訪問速率、丟包率都會嚴重受到影響。特別是工作時段和夜間高峰期，基本無法正常訪問任何國外網站。
國際精品網在2014年收费是50元/月，2015年提高到了200元/月，最近，该项服务被替换成“國際氮气瓶”，变成了按小时收费。在被曝光之后，“国际氮气瓶”业务即下线，未再向公众开放。

## 电信营业厅客户端“强制索权”争议
2018年4月，新华社报道称，中国电信“电信营业厅”客户端被爆出“强制索权”。网络安全专家在对该客户端进行检测时发现，虽然用户在初次安装使用该APP时仅有4项权限提示，但是其向用户主张了70项子权限。较为敏感的子权限包含修改通讯录、读取联系人、录音、修改通话记录、拨打电话、发送短信以及下载文件并不显示通知等。用户一旦拒绝授予该权限，则整个应用都无法使用。为此，中国电信回应称：“电信营业厅”客户端是中国电信为方便服务客户而提供的手机客户端，用户对相关权限进行授权是用户通过该客户端获得相关电信服务的前提。由于服务对象规模大、服务项目多，根据《电信和互联网用户个人信息保护规定》，在用户同意的前提下，遵循合法、正当、必要的原则，该客户端采用统一申请用户授权的方式，以便根据用户需要及时提供所需服务。

## “流量不限量套餐”涉嫌虚假宣传
从2017年起，中国电信推出“流量不限量”套餐，并在大众媒体平台发布广告。但有用户称，运营商所提供的“流量不限量”套餐违背广告承诺，在当月流量使用达到一定额度时强制降速或强制断网，引发用户不满，并要求工商部门从严查处。2018年4月，湖南省岳阳市、张家界市等地工商和市场监管部门对中国电信“流量不限量”广告进行立案调查，同年5月16日，湖南省工商局对中国电信湖南公司依法立案调查。
2018年6月13日，据中央人民广播电台报道，中国电信已在各类“不限量”套餐广告标注限速说明提示。8月2日下午，湖南省工商局召开通信运营商发布违法广告行政约谈会，认定“流量不限量”广告为虚假广告，要求中国电信湖南公司停止发布虚假广告，相关负责人表示将对流量不限量广告作出整改。
2018年10月，中国电信已将“不限量套餐”更名为“畅享套餐”。
2019年8月，中国电信称“为了减少达量限速规则带给用户的困扰，并进一步满足畅享套餐用户流量不降速的需求”，表示已内部发文，自9月1日起在全国范围内停售达量限速版畅享套餐，省内B类达量限速也须同步停售。根据新的计费规则，普通版畅享套餐超出套餐部分的流量改为类似阶梯式的计价方式。

## 六六投诉中国电信涉嫌存在霸王条款
2019年12月2日，六六在微博上向中华人民共和国工业和信息化部投诉中国电信，称她在订购中国电信的家庭宽带时，被强迫领取免费赠送十几个G流量的手机套餐，但每个月不用完流量反而要扣款，涉嫌霸王条款。而在宽带年费一次缴纳完的情况下，经常因赠送手机流量未用完被停家庭宽带，甚至续费后也不即时开通。12月4日，中国电信方面回应称六六微博反映的问题已经沟通解决，并对带来的不便表示歉意。而在6日晚，六六再次在微博反映中国电信的有关问题，称中国电信在回应中未解释为何强迫客户购买附卡。她还表示，“你移动业务不行，靠垄断业务强行绑定消费。而这种不合理，消费者无权拒绝。”